# Louis Roubert
Pour les articles homonymes, voir Roubert.
Louis Roubert, né le 15 mai 1883 à Nice et mort le 6 février 1952 à Reims, est un architecte français de style Art déco. Il est l'auteur des plans d’immeubles rémois et de villas de La Baule.

## Biographie
Louis Honoré Charles Roubert naît en 1883.
Marié en secondes noces à Marie-Louise Dollonne, artiste-peintre, il est le père de Jean-Loup Roubert, également architecte.
En 1920, associé à Marc Margotin, il restaure l’hôtel de La Salle à Reims.
Il dessine en 1928 à La Baule, avec Adrien Grave et Marc Margotin, la villa balnéaire Anto ; celle-ci est référencée comme patrimoine exceptionnel de la localité.
Il est également l’auteur, de 1922 à 1934, de plusieurs immeubles de Reims comme le Carré d’Art. En 1926, il dessine l’immeuble Le Grand Casino de Saint-Raphaël objet de l'inventaire général du patrimoine culturel en 2008.

## Réalisations
- Maison par les architectes Léon Margotin et Louis Roubert située 8 Rue de Talleyrand à Reims,
- Galeries Rémoises située 7 Rue Docteur-Jacquin à Reims.

## Galerie

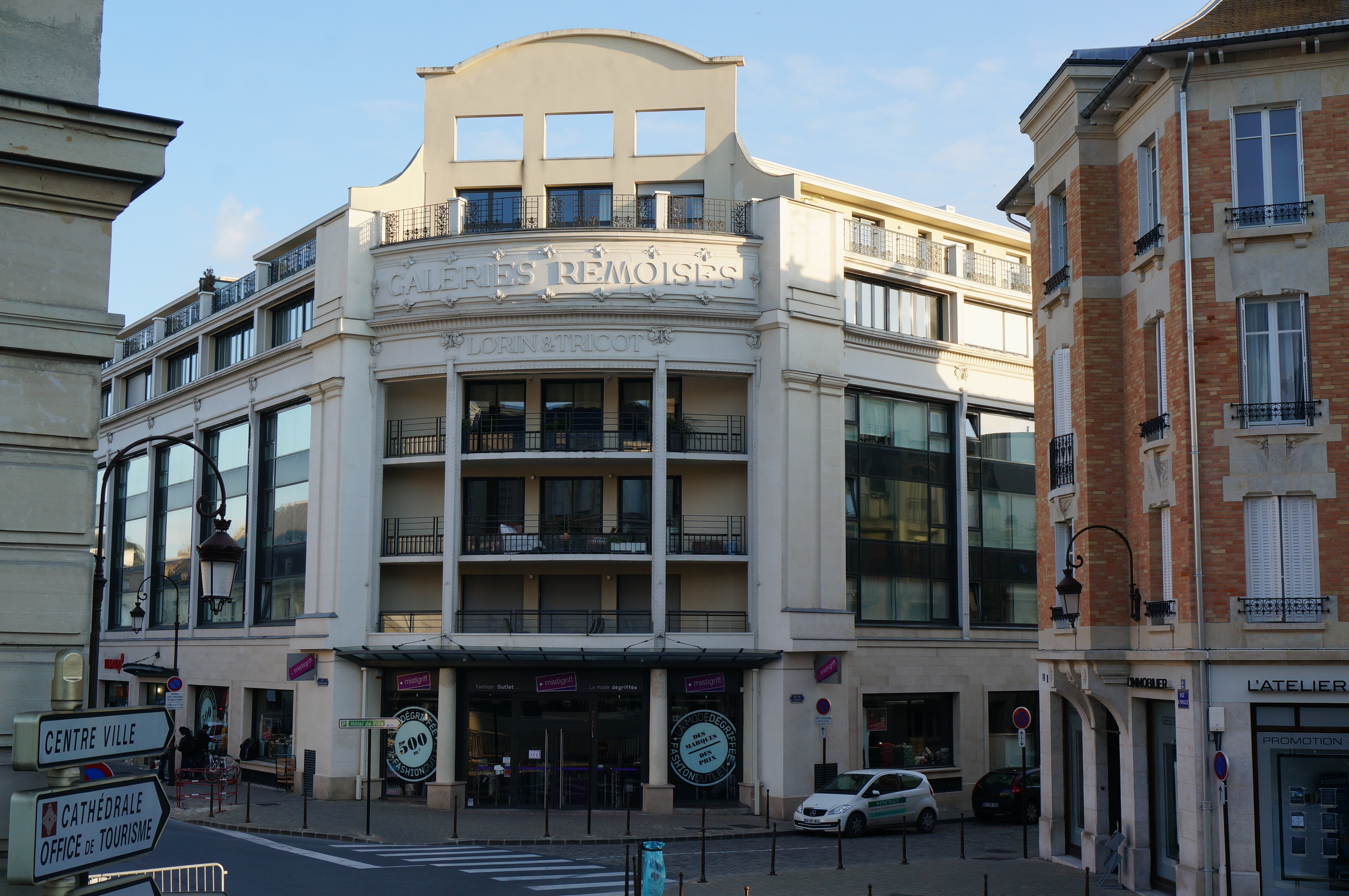
Galeries Rémoises.
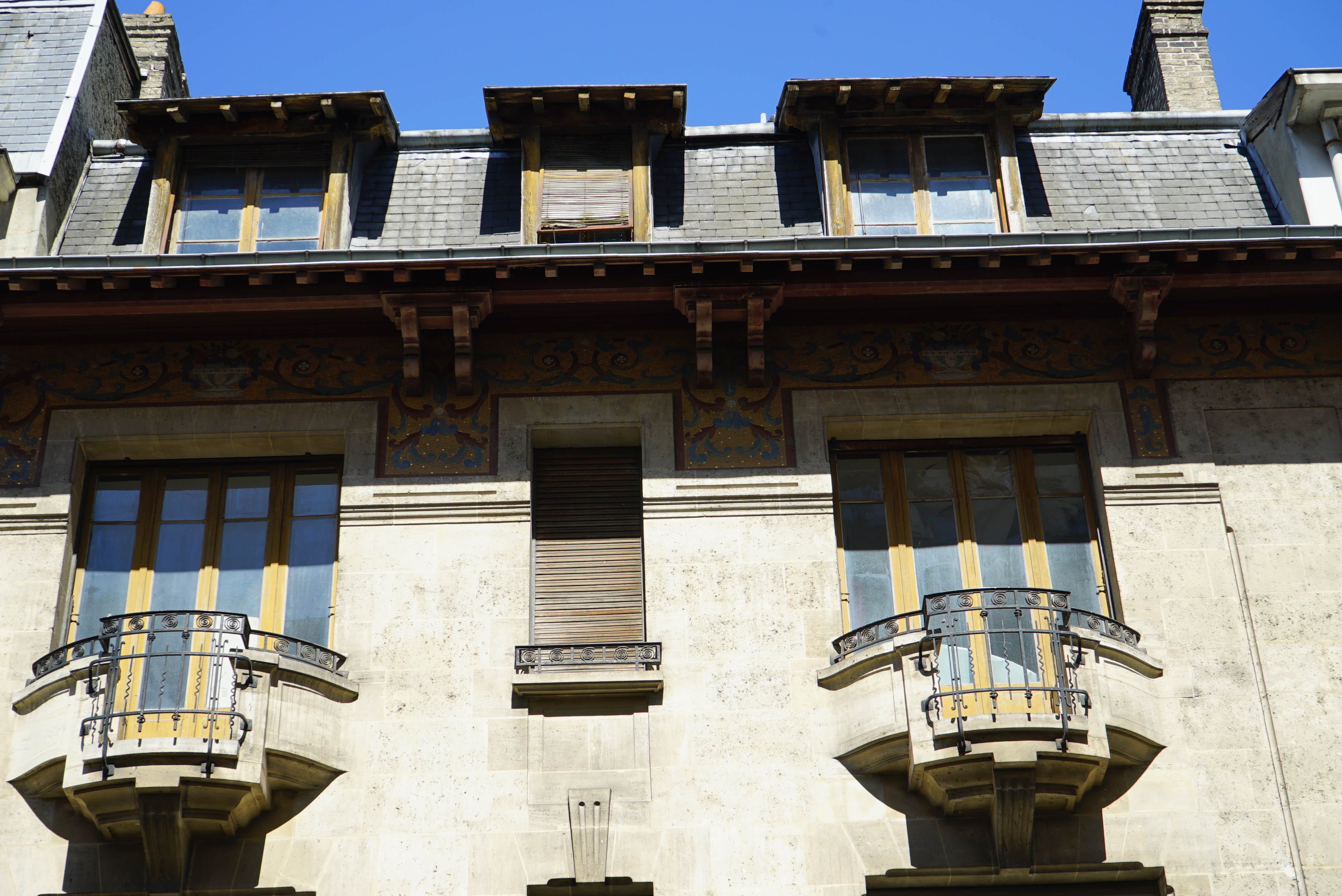
Maison 8 rue de de Talleyrand.